# Pisione complexa
Pisione complexa är en ringmaskart som först beskrevs av Alikuhni 1942.  Pisione complexa ingår i släktet Pisione och familjen Pisionidae. Inga underarter finns listade i Catalogue of Life.